# 서울대학교 박물관
서울대학교 박물관(서울大學校 博物館, Seoul National University Museum)은 서울특별시 관악구의 박물관으로, 서울대학교에서 운영 중인 대학 박물관이다. 1940년 "경성제국대학진열관"으로 개관하여, 1946년 "서울대학교부속박물관"으로 , 1975년 관악캠퍼스 도서관 6층으로 옮겨 이름을 "서울대학교박물관"으로 개칭되었고, 1993년 10월 현재의 위치로 이전하였다.

## 일반 현황
대지 6,165m2, 연건축면적 3,767m2에 소장유물은 28,200여 점에 이른다.

## 연혁
- 1946년 : 서울대학교 설치령에 의해 서울대학교부속박물관으로 개관, 개관과 더불어 경성제국대학 조선민속참고실(1929년) 소장 유물과 경성제국대학진열관(1941년 다산 박영철 씨의 기중유물과 보존비를 기초로 건립)의 소장유물 및 건물을 인수함
- 1955년 : 진주의 고미술품수집가 유남 박재표 씨의 소장품 다수를 기증 받음
- 1975년 : 서울대학교가 관악캠퍼스로 이전함에 따라 도서관 6층에 잠정 수용되었고, 서울대학교박물관으로 개칭됨
- 1984년 : 신축건물 착공
- 1992년 : 이전개관을 앞두고 기존의 직제를 고고역사부, 전통미술부, 인류민속부, 현대미술부, 자연사부, 행정실로 개편함
- 1993년 : 신축박물관(1,865평)으로 이전, 개관함(10.14)
- 2004년 : 전통미술전시실을 1층으로 이전
- 2005년 현대미술부가 서울대학교미술관으로 독립
- 2006년 : 인류민속전시실을 1층으로 이전

## 이용 정보
- 주소 : 서울특별시 관악구 신림9동 서울대학교 박물관
- 개장시간 :

화요일∼토요일 10:00∼17:00 (단, 폐관시간 30분전까지 입실하여야 함)
월요일, 일요일 및 국정공휴일과 개교기념일(10월 15일)은 휴관.

## 같이 보기
- 서울대학교